# МЦПБ
МЦПБ — химическое соединение из группы феноксикарбоновых кислот. Русское название МЦПБ — это аббревиатура от английского полного названия вещества — англ. 4-(4-chloro-2-methylphenoxy)butanoic acid.

## Получение
МПЦБ синтезируется в результате реакции о-крезола с хлором и последующей реакцией промежуточного продукта 2-метил-4-хлорфенола с γ-бутиролактоном. Аналогичный путь синтеза заключается а реакции 2-метил-4-хлорфенола с 4-хлорбутаннитрилом и гидроксидом натрия.

## Характеристики
MПЦБ — это твёрдое бесцветное горючее вещество, практически нерастворимое в воде. Разлагается при нагревании. Технический продукт желтовато-коричневого цвета.

## Использование
MПЦБ используется в качестве активного ингредиента пестицидов. Он был запатентован в США в 1964 и разрешён для применения на бобовых культурах до цветения, для довсходового контроля широколиственных однолетних и многолетних сорняков, включая канадский чертополох, лютик, горчицу, портулак, амброзию, лебеду обыкновенную, горец и вьюнковых. Вещество обладает низкой или умеренной токсичностью, основные повреждения приходятся на печень и почки. MПЦБ не летуч, легко разлагается и не подвержен биоконцентрированию.

## Утверждение
Гербицид был допущен к использованию в Европейском Союзе с 1 мая 2006 года.
В Австрии и Швейцарии это средство защиты растений разрешено, но запрещено в Германии.